# Kampania kaukaska
Kampania kaukaska – działania wojenne prowadzone głównie przez siły Imperium Osmańskiego i Imperium Rosyjskiego w czasie I wojny światowej, w latach 1914–1918. 

## Historia
Zobowiązania sojusznicze między Imperium Osmańskim, Niemcami i Austro-Węgrami na wypadek wojny w Europie zostały ustanowione tajnym porozumieniem niemiecko-tureckim z 2 sierpnia 1914 roku. Pomimo deklarowanej mobilizacji armii i marynarki wojennej, prowadzonej przy aktywnym wsparciu niemieckiej misji wojskowej, Imperium Osmańskie przez kilka miesięcy unikało przystąpienia do wojny. Rosja wypowiedziała mu wojnę dopiero po zbrojnej prowokacji – ataku tureckich statków na rosyjskie porty na Morzu Czarnym – który miał miejsce 16 października?/29 października 1914 roku.
W początkowym okresie działań wojennych główną siłą Turków na froncie kaukaskim była 3 Armia, której siłę szacuje się na 150–190 tys. żołnierzy. Oprócz tego istniały również formacje kurdyjskiej kawalerii nieregularnej (tzw. hamidiye). Po stronie rosyjskiej do walki przystąpiła około 170-tysięczna Armia Kaukaska.
Istotne znaczenie dla przebiegu wojny miała obecność w strefie walk i okolicznych rejonach ludności chrześcijańskiej (Ormianie, Grecy i Asyryjczycy), w których „lojalność” „wątpiły” władze tureckie. W końcowej fazie wojny ormiańskie formacje ochotnicze, pozostające pod silnym wpływem obu partii politycznych („dasznacy” i „hunczacy”) oraz zwolenników zjednoczenia ziem ormiańskich w państwie rosyjskim, uzyskały spore znaczenie. Po stronie wojsk rosyjskich walczły także oddziały jezydzkie i asyryjskie.
Początkowo front biegł wzdłuż granicy rosyjsko-tureckiej od Morza Czarnego przez jezioro Wan do jeziora Urmia, ale później działania wojenne rozprzestrzeniły się także na terytorium Persji. Walki toczyły się w trudnym, górzystym terenie i surowym klimacie, na terenach o słabo rozwiniętych liniach komunikacyjnych.
Do końca 1914 roku Armii Kaukaskiej udało się pokrzyżować plany Imperium Osmańskiego dotyczące zajęcia rosyjskiego Zakaukazia i przenieść działania wojenne na terytorium Turcji. Główną rolę w tym odegrała zwycięska bitwa pod Sarıkamış. W tym samym okresie doszło do najazdu wojsk rosyjskich, tureckich i anglo-indyjskich na terytorium Persji w ramach kampanii perskiej.
W 1915 roku armii rosyjskiej udało się przedostać w głąb terytorium Turcji, umacniając tym samym swoją pozycję na froncie kaukaskim. Główne walki toczyły się pod Wan, Manzikertem, Alaszkertem i Keprikei.
Działania militarne 1916 roku doprowadziły do dalszego posuwania się wojsk rosyjskich w głąb terytorium osmańskiego, któremu towarzyszyło zajęcie dużych miast tureckich: Erzurum, Wan, Trabzonu, Arsingi, Muş i Bitlis. Na terenach „tureckiej Armenii” zajętych przez wojska rosyjskie została ustanowiona cywilna władza okupacyjna: Administracja Zachodniej Armenii.
Rewolucja lutowa, która miała miejsce w Rosji w 1917 roku, doprowadziła do masowej dezercji żołnierzy i utraty zdolności bojowej armii rosyjskiej. W wyniku kontrofensywy armii tureckiej wilajet Bitlis przeszedł ponownie pod jej kontrolę aż do miast Muş. Rząd bolszewicki, który doszedł do władzy w Rosji w wyniku rewolucji październikowej, ogłosił wycofanie się z wojny i zaprosił państwa centralne do rozpoczęcia negocjacji pokojowych. W grudniu 1917 roku na froncie kaukaskim podpisano tymczasowy rozejm.
Na początku 1918 roku armia rosyjska została prawie całkowicie wycofana z frontu kaukaskiego. Wojska tureckie, którym stawiały opór już jedynie rozproszone elementy Ochotniczego Korpusu Ormiańskiego, przeszły do ofensywy i zajęły Arsingę, Trabzon i Erzurum. Wraz z odbiciem Erzurum Turcy faktycznie odzyskali kontrolę nad całą wschodnią Anatolią, wychodząc na granicę z 1914 roku.
Oficjalnie Front Kaukaski przestał istnieć w marcu 1918 roku w związku z podpisaniem przez Rosyjską FSRR traktatu pokojowego z państwami centralnymi. Obwód batumski i karski znalazły się pod kontrolą wojsk tureckich.
W tym okresie Imperium Osmańskie prowadziło negocjacje pokojowe w Trabzonie i Batumi, najpierw z Komisariatem Zakaukaskim i Zakaukaską Demokratyczną Republiką Federalną, a później z niezależnymi Gruzją, Azerbejdżanem i Armenią.
Pod koniec I wojny światowej zawarto rozejm w Mudros pomiędzy Imperium Osmańskim a państwami Ententy, a później podpisano traktat pokojowy z Sèvres. Do 1922 roku ruch narodowy, kierowany przez Mustafę Kemala Atatürka, odniósł całkowite zwycięstwo nad wszystkimi obcymi siłami zbrojnymi na terytorium Turcji, w wyniku czego podpisano rozejm w Mudanya, a w lipcu 1923 roku zawarto z Ententą traktat pokojowy z Lozanny, uznający niepodległość Turcji w jej obecnych granicach.
Działaniom wojennym na froncie kaukaskim towarzyszyło gwałtowne zaostrzenie stosunków międzywyznaniowych i międzyetnicznych na wschodnich terach Imperium Osmańskiego, czego skutkiem była zarówno zorganizowana przez władze tureckie masowa zagłada (deportacje, ludobójstwo) ludności chrześcijańskiej (ludobójstwo Ormian, Asyryjczyków, Greków pontyjskich), a także czystki etniczne ludności muzułmańskiej dokonywane przez wojska rosyjskie i ormiańskie formacje wojskowe.